# 柳本大塚古墳
柳本大塚古墳（やなぎもとおおつかこふん）は、奈良県天理市にある古墳である。柳本古墳群に属する。

## 概要
- 所在地：天理市柳本町大塚
- 埋葬者：不明
- 築造時期：古墳時代前期前半。
- 墳形：前方後円墳。後円部正円形ではない。前方部の正面は弧状であるが、撥形のように広がってはおらずむしろすぼまっている。周濠は墳丘西において未確認。
- 規模：全長約94m。後円径54m。
- 埋葬施設：主室は後円部墳丘中央部の南北主軸に沿う竪穴式石室（長さ約3.6メートル、幅約3.6メートル）、舟形の刳抜式木棺（長さ約2メートル、幅約1.2メートル）で同棺からは同鏃と鉄器が出土した。直径1メートルの不正円形の小石室が設けられ、径39.7センチの大型仿製内行花文鏡が納められていた。この小石室は、板石が天井の方にせり出した合掌式石室で副葬品埋納の副室と考えられている。また鏡を単独で副葬していたことから、鏡を格別に重視していたと考えられる。
- 出土遺物
  - 内行花文鏡（鋼鏡・径39.7cm・宮内庁所蔵、四葉座間・連弧文間・雷雲文帯に配置された単位文様は渦巻き文のみ。四葉座間・連弧文間の周囲は珠文を地の文の様に隙間なく埋められている。）
  - 銅鏃×6
  - 鉄片

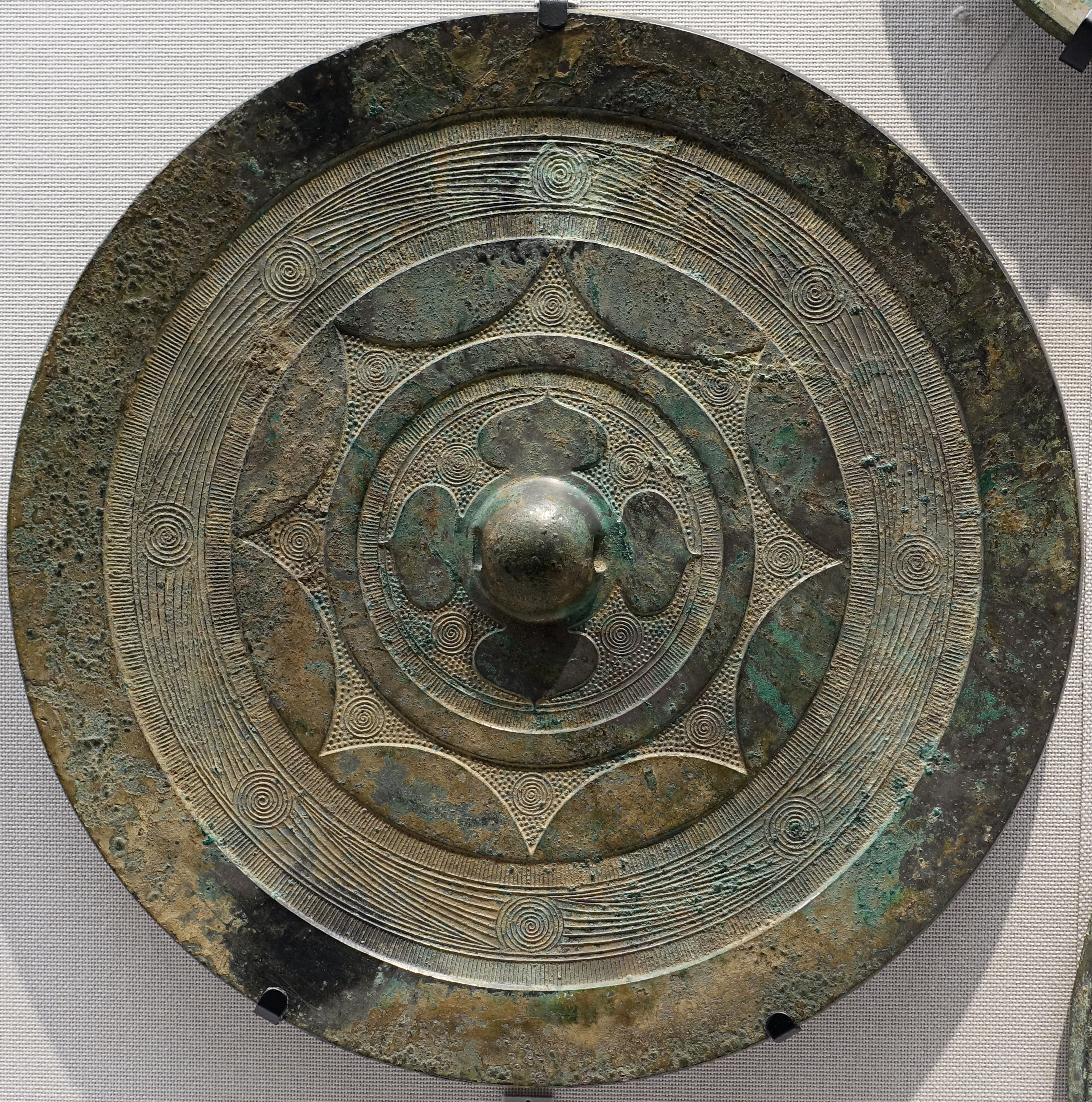
大型内行花文鏡